# 深空梦里人
《深空梦里人》（英語：Citizen Sleeper），是款角色扮演游戏。本作由加雷思·达米安·马丁（Gareth Damian Martin）的一人工作室“Jump Over The Age”独立开发。游戏以桌面角色扮演游戏为灵感，讲述“梦游体”（Sleeper）们与逐渐衰败的身体和紧追不舍的公司势力作斗争，并为生存而奋斗的故事。
2022年5月5日，遊戲由Fellow Traveller Games在macOS、Microsoft Windows、Nintendo Switch、Xbox One 与 Xbox Series X/S平台发行。2023年3月31日，游戏登陆PlayStation 4与PlayStation 5平台。游戏推出后获得媒体正面评价，評論者称赞游戏的叙事和角色塑造。

## 剧情
在《深空梦里人》中，玩家扮演的“梦游体”是一名将意识数字化并植入机械身体的人类，受Essen‑Arp公司控制。他逃离了货运飞船上的强制劳动，抵达名为“厄灵之眼”（Eye）的空间站，为生存与自由而奋斗。玩家将遇见代表不同派系的各类角色，在与其互动中自主选择前进路线。

## 游戏玩法
为了推进剧情、维持生存并最终逃离“厄灵之眼”，在每个游戏日，玩家需掷出五个骰子，并根据点数高低被自由分配给不同任务——点数越高，通常效果越好。骰点低时，在“数据云”区域收集情报比较有效；骰点高时，则更有利于其他行动。此外，玩家需要通过工作赚取生活费，并获取特殊材料以维持逐渐损坏的机械躯体。

## 开发

### 概念设计
《深空梦里人》由Jump Over The Age开发，该工作室位于伦敦，由加雷思·达米安·马丁一人运营。马丁刚进入游戏行业时就构想了两款游戏：水下探索题材的《孤星寂海》，以及一款都市奇幻题材游戏，玩家扮演在贫困和政治动荡中求生的窃贼。后者最终改为科幻题材，成为《深空梦里人》的蓝本。
开发过程中，马丁着重表现了人际间的亲密联系，并融入了自己作为非二元性别者在零工经济中艰难生存的经历。游玩《质量效应系列》等科幻游戏时，配角们反而更吸引他：“当科幻故事聚焦于刺激的冒险情节时，我更想关注那些在非凡环境中过着平凡生活的人们。”他以《Diaries of a Spaceport Janitor》为例，说明科幻题材同样适合生活片段式的叙事方式。
马丁从零工经济和债务问题中获得灵感，并将其融入游戏中来描绘资本主义。他表示：“我想讲述发生在资本主义边缘的故事，那是许多人挣扎求存的地方。”他特别关注这种边缘生活的脆弱性，并从罗安清的《末日松茸：资本主义废墟上的生活可能》等著作中汲取灵感。

### 机制设计
马丁表示，骰子系统的设计旨在让玩家通过机制切身理解主角的困境。玩家每日根据掷出的骰子点数安排行动、规划策略，在持续的资源消耗压力下艰难生存。该机制灵感来自桌面角色扮演游戏，特别是《Blades in the Dark》。
游戏引入“驱动力”系统帮助玩家掌握故事发展。这些驱动力反映玩家的主观意图而非预设的任务目标，赋予玩家设定优先级的自由。用户界面采用简洁设计，便于玩家记忆重要地点，防止信息过载。
开发中，马丁注重游戏初期的节奏平衡。一方面，让初期任务保持适当难度来增强剧情张力；另一方面，他有意将初期任务设计得富有弹性，确保不同水平的玩家都能推进故事发展，让失败同样能推进叙事。

### 美术和音乐
纪尧姆·辛格林负责游戏角色美术设计。游戏的动态音乐系统会随玩家的“情绪值”而变化。该系统由马丁与作曲家阿莫斯·罗迪（Amos Roddy）共同设计。它会根据玩家所处的场景、最近的对话选择和角色状态等因素动态调整音乐，以贴合玩家当前的情绪状态。

### 后续内容和本地化
开发团队随后推出三章免费DLC：第一章《浪涌》（Flux）于2022年7月发布；第二章《避难》（Refuge）于2022年10月发布；最终章《清除》（Purge）于2023年3月发布。
簡體中文版本由Riotloc团队负责本地化，他们将主角称谓“Sleeper”译为“梦游体”，取“在太空中梦游的仿生人”之意。译者解释称，“Sleeper”象征着人类本体进入低温休眠，而意识被复制到仿生机体中，带有梦游和深度睡眠的双重含义。簡體中文标题《深空梦里人》是风格化翻译，而非直译的《公民沉睡者》，延续开发商前作《孤星寂海》的译名风格。

## 评价
| 汇总媒体   | 得分                               |
| ---------- | ---------------------------------- |
| Metacritic | PC: 82/100 NS: 83/100 XSXS: 85/100 |

| 媒体           | 得分   |
| -------------- | ------ |
| Destructoid    | 9/10   |
| Eurogamer      | 推荐   |
| Game Informer  | 9/10   |
| Nintendo Life  | [ 25 ] |
| 任天堂世界报道 | 8.5/10 |
| PC Gamer美国   | 80/100 |
| RPGamer        | 3.5/5  |
| TouchArcade    | 4.5/5  |
| 衛報           | [ 16 ] |

根据Metacritic评分汇总，《深空梦里人》获得了“普遍好评”。游戏发售时，Polygon将《深空梦里人》评为2022年最佳游戏之一。
评论家高度评价了游戏的叙事和深刻的角色塑造。《卫报》的路易斯·帕克伍德（Lewis Packwood）称赞其叙事“极具感染力且引人入胜”，并指出其世界观“引人深思且独具特色”。Polygon的亚历克西斯·翁（Alexis Ong）认为游戏让玩家摆脱具体目标束缚这一特点是其“最大优势”。
游戏简洁的机制设计也获得好评。Eurogamer的克里斯·塔普塞尔在其正面评价中形容游戏机制营造出了“绝妙的优雅感”。
三个免费DLC章节也得到积极反响。Polygon的妮可·克拉克（Nicole Clark）指出，第一章节“Flux”改变了她的游戏方式，使其开始关注如何帮助整个“厄灵之眼”空间站社区，而非仅限于主角的朋友们。The Gamer的本·斯莱德（Ben Sledge）认为第二个章节缺乏紧迫感，但第三个章节弥补了第二章节相对缓慢的节奏问题。

### 获奖情况
| 年份 | 奖项                 | 类别                | 结果     | 参考来源 |
| ---- | -------------------- | ------------------- | -------- | -------- |
| 2022 | 2022年游戏大奖       | 最具影响力游戏      | 提名     | [ 30 ]   |
| 2023 | 第26届D.I.C.E.大奖   | 年度角色扮演游戏    | 提名     | [ 31 ]   |
| 2023 | 23届游戏开发者选择奖 | 年度游戏            | 荣誉提名 | [ 32 ]   |
| 2023 | 23届游戏开发者选择奖 | 社会影响力奖        | 獲獎     | [ 32 ]   |
| 2023 | 23届游戏开发者选择奖 | 最佳叙事            | 荣誉提名 | [ 32 ]   |
| 2023 | 独立游戏节           | 谢默斯·麦克纳利大奖 | 荣誉提名 | [ 33 ]   |
| 2023 | 独立游戏节           | 叙事卓越奖          | 提名     | [ 33 ]   |
| 2023 | 独立游戏节           | 设计卓越奖          | 荣誉提名 | [ 33 ]   |
| 2023 | 第19届英国学院游戏奖 | 最佳英国游戏        | 提名     | [ 34 ]   |
| 2023 | 第19届英国学院游戏奖 | 超越娱乐游戏        | 提名     | [ 34 ]   |
| 2023 | 第19届英国学院游戏奖 | 最佳叙事            | 提名     | [ 34 ]   |
| 2023 | 第19届英国学院游戏奖 | 最佳原创作品        | 提名     | [ 34 ]   |

## 相关媒体
2024年，Lost in Cult出版游戏艺术设定集《深空梦里人：设计作品集》（英語：Citizen Sleeper: Design Works）。该公司还发行了由马丁担任共同设计师的桌面角色扮演游戏——《眼之循环》（英語：Cycles of the Eye）。
《太阳神通讯》（英語：Helion Dispatches）是马丁在Substack平台上连载的文本叙事作品，其剧情用于衔接第一作与续作之间的故事。

## 续作
续作《深空梦里人2：逐星之旅》于2023年6月公布，首发平台为Windows。同年8月，官方宣布将推出Xbox Series版。2024年6月，又公布了Nintendo Switch和PlayStation 5版。游戏最终于2025年1月31日正式发售。